# Curdin Janett
Curdin Janett (* 24. September 1953 in Tschlin im Engadin) ist ein Schweizer Volks- und Jazzmusiker (Akkordeon, Kontrabass, Klavier, auch Posaune, Komposition).

## Leben und Wirken
Janett wuchs in einer musikalischen Familie im Engadin auf, wo er früh mit seinen Brüdern Volksmusik spielte und sich in der Dorfmusik engagierte. Zunächst studierte er Maschinenbau an der ETH Zürich, um dann am Konservatorium Winterthur ein Musikstudium zu absolvieren.
Janett arbeitete als freischaffender Musiker im Bereich zwischen Volksmusik, Klassik, Jazz, Rockmusik und der Improvisation. Entsprechend spielte er auch in verschiedenen Gruppen wie Ils Fränzlis da Tschlin (Alben seit 1982), den Culs Frars Janett/Caviezel (Mattinadas) und C’est si B.O.N., im Duo mit seinem Bruder Domenic Janett, im Quartett Satie’s Fraktion (Nails) mit den Saxophonisten Daniel Frei und Egon Rietmann und dem Trompeter Daniel Baschnagel sowie in der Todos Band. Auch komponiert und arrangiert er für diese Gruppen und für verschiedene Theater- und Chorprojekte. Bereits 1978 wurde auf dem Album Bal Engadinais der Engadiner Ländlerfründa mit „Gestolpert“ ein Stück von ihm interpretiert. Er ist auch auf Alben von Ursula Amsler, Klangverein, Standards of Rumantsch und Szilla zu hören. Weiterhin unterrichtet er an den Musikschulen Amriswil und Weinfelden.
2020 wurde Janett für sein Schaffen gemeinsam mit seiner Frau und seinen Kindern Madlaina, Cristina und Niculin Janett mit dem Kulturpreis des Kantons Thurgau ausgezeichnet.